# Riksspelman

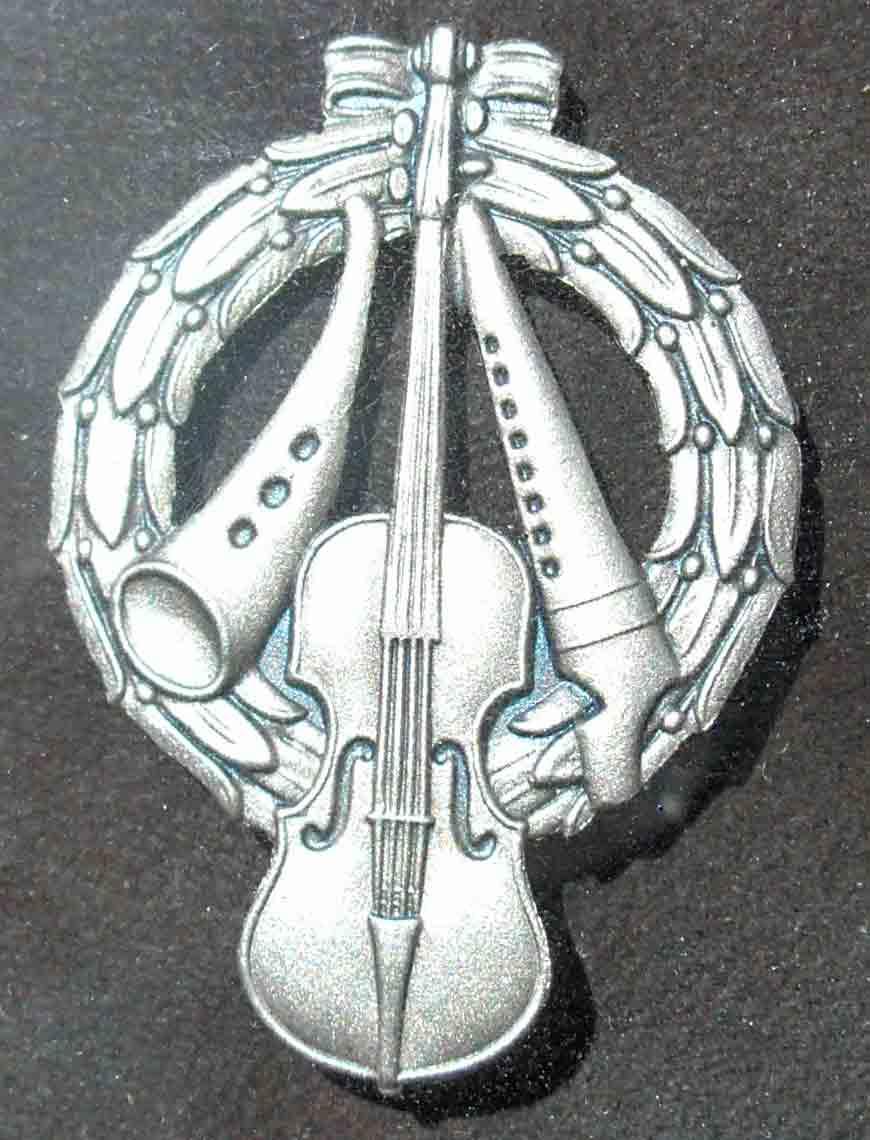
Zornmärket i silver.

Riksspelman kan syfta på två olika företeelser: dels den självpåtagna titel som en del estradspelmän använde i sin marknadsföring på 1910- och 1920-talen, efter att ha deltagit i riksspelmansstämmorna på Skansen 1910 eller 1920, dels den titel som kan förvärvas av en skicklig folkmusiker som erhållit Zornmärket i silver eller guld.
Zornmärket delades ut för första gången till deltagarna vid Riksspelmansstämman på Skansen 1910, däremot inte på riksspelmansstämmorna på Skansen 1920 eller 1927. Silvermärket kan sedan 1933  erhållas vid en uppspelning arrangerad av Svenska Folkdansringen. För att därvid utnämnas till riksspelman måste man besitta dels en teknisk skicklighet, dels kännedom om spelstil i ett visst musikaliskt traditionsområde i Sverige. Detta visas genom att låtar från en viss del av Sverige spelas upp för en jury och om silvermärke delas ut blir personen i fråga riksspelman på just denna typ av låtar.
Guldmärket kräver inte särskild uppspelning, utan detta tilldelas spelman som anses vara en "synnerligen framstående traditionsbärare". 
Ett eller två guldmärken delas ut per år.
De flesta riksspelmän spelar fiol men det har även utsetts riksspelmän på durspel (diatoniskt dragspel), spilåpipa/härjedalspipa, klarinett,  kohorn, kulning, munspel, nyckelharpa, näverlur, svensk säckpipa samt träskofiol. Hummel är också ett giltigt instrument vid uppspelning men några silvermärken har inte delats ut.
Cirka 880 spelmän har sedan 1933 erövrat silvermärket och titeln riksspelman.

## Zornmärkesuppspelning
Zornmärkesuppspelning innebär att den som vill erövra märken får spela upp inför en jury med 3–4 ledamöter som alla är erfarna och erkända spelmän. Uppspelningen sker utan åhörare. Utmärkelserna är diplom, bronsmärke, diplom efter brons och silvermärke, och tanken är att man ska erövra bronsmärket innan man tilldelas silver. En del spelmän får dock silver vid första försöket. Sedan 1981 har det ordnats även regionala uppspelningar där Zornmärket i brons eller diplom utan märke kan utdelas (inga silvermärken).